# جمعية الدولة للمشاركات الصناعية
شركة جمعية الدولة للمشاركات الصناعية (Sociedad Estatal de Participaciones Industriales (SEPI) ) هي شركة قابضة تابعة للدولة الإسبانية تتميز بأنها صندوق ثروة سيادي للبلاد . يتم التحكم فيه من قبل وزارة الخزانة.
سبقتها المعهد الوطني للصناعة (INI) والمعهد الوطني للهيدروكاربوروس (INH). في 16 يونيو 1995 ، تم إنشاء الجمعية في إعادة هيكلة مؤقتة تمت الموافقة عليها بموجب المرسوم رقم 5/1995. في 10 يناير 1996 ، تم التصديق على SEPI بموجب قانون البرلمان رقم 5/1999. نص هذا على إنشاء كيانات قانونية عامة مختلفة وإلغاء الكيانات السابقة.

## وصلات خارجية
- موقع الجمعية الرسمي